# Harrismith

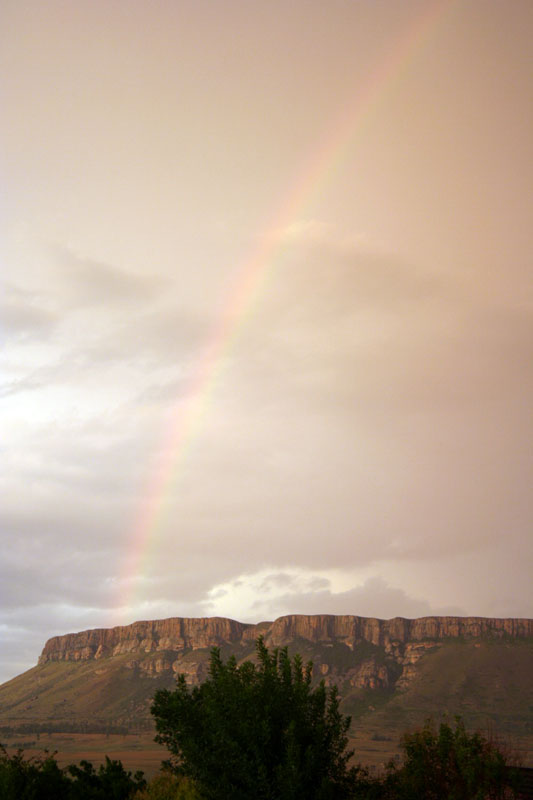
Platberg.

Harrismith is een plaats in de Zuid-Afrikaanse provincie Vrijstaat.
Harrismith telt ongeveer 28.000 inwoners. De plaats werd genoemd naar Harry Smith.

## Subplaatsen
Het nationaal instituut voor de statistiek, Stats SA, deelt sinds de census 2011 deze hoofdplaats in in 9 zogenaamde subplaatsen (sub place), waarvan de grootste zijn:
42nd Hill • Intabazwe.

## Geboren
- Neil Schietekat in 1984, golfer